# Linia kolejowa nr 143
Linia kolejowa nr 143 Kalety – Wrocław Popowice WP2 – pierwszorzędna, prawie w całości dwutorowa linia kolejowa znaczenia państwowego o szerokości torów 1435 mm, w całości zelektryfikowana i przebiegająca przez województwa śląskie, opolskie i dolnośląskie.

## Historia

### Odcinki tworzące dzisiejszą linię
- 28 maja 1868 – otwarcie odcinka Wrocław Nadodrze – Oleśnica;
- 15 listopada 1868 – otwarcie odcinka Oleśnica – Kluczbork;
- 1 lipca 1883 – otwarcie odcinka Kluczbork – Olesno Śląskie;
- 1 maja 1884 – otwarcie odcinka Olesno Śląskie – Lubliniec;
- 15 października 1884 – otwarcie odcinka Lubliniec – Kalety;
- 1906 – otwarcie dworca Wrocław Mikołajów.

### Dzisiejsza linia
- 7 września 1972 – elektryfikacja linii;
- 9 lipca 1977 – katastrofa kolejowa pomiędzy stacjami Wrocław Psie Pole i Długołęka, w wyniku której zginęło 11 osób, a 15 zostało rannych;
- 2012–2015 – modernizacja odcinka Kluczbork – Kalety[2]; całkowita wartość projektu wyniosła ponad 400 mln zł;
- 27 lipca 2015 – PKP PLK podpisanie umowy z przedsiębiorstwem Trakcja PRKiI na rewitalizację odcinka Oleśnica – Wrocław Psie Pole[3][4];
- 24 stycznia 2018 – podpisanie z firmą Sytra S.A. umowy opiewającej na 17 mln zł netto i dotyczącej wykonania dokumentacji modernizacji linii na odcinku Kluczbork – Wrocław Mikołajów[5];
- 27 marca 2018 – podpisanie umowy z Firmą DPNIK Dolkom Wrocław na rewitalizację toru nr 1 na szlakach Kluczbork – Namysłów, Namysłów – Bierutów i Bierutów – Oleśnica[6], które pozwolą na zniesienie ograniczeń stałych do 30 km/h i przywrócenie prędkości rozkładowej[7].